# Cantó de Tallano-Scopamène
El cantó de Tallano-Scopamène és una antiga divisió administrativa francesa situat al departament de Còrsega del Sud i la regió de Còrsega. Va existir de 1973 a 2015.

## Administració
| Període   | Identitat            | Partit | Qualitat |
| --------- | -------------------- | ------ | -------- |
| 2001-2015 | Jean-Jacques Panunzi | UMP    |          |

## Composició
| Nom                     | Població | Codi Postal | Codi Insee |
| ----------------------- | -------- | ----------- | ---------- |
| Altagène                | 41       | 20112       | 2A011      |
| Aullène                 | 138      | 20116       | 2A024      |
| Cargiaca                | 49       | 20164       | 2A066      |
| Loreto-di-Tallano       | 35       | 20165       | 2A146      |
| Mela                    | 40       | 20112       | 2A158      |
| Olmiccia                | 82       | 20112       | 2A191      |
| Quenza                  | 215      | 20122       | 2A254      |
| Serra-di-Scopamène      | 120      | 20127       | 2A278      |
| Sorbollano              | 69       | 20152       | 2A285      |
| Sainte-Lucie-de-Tallano | 392      | 20112       | 2A308      |
| Zérubia                 | 29       | 20116       | 2A357      |
| Zoza                    | 51       | 20112       | 2A363      |

## Demografia
| 1962  | 1968  | 1975  | 1982  | 1990  | 1999  |
| ----- | ----- | ----- | ----- | ----- | ----- |
| 2.012 | 2.208 | 1.948 | 1.508 | 1.373 | 1.261 |